# Johann Wilhelm Wagner

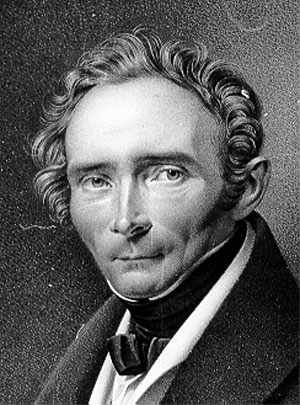
Johann Wilhelm Wagner

Johann Wilhelm Wagner (* 24. November 1681 in Heldburg; † 16. Dezember 1745 in Berlin) war ein deutscher Astronom.

## Leben und Wirken
Zwischen 1700 und 1703 hatte er eine Stellung als Assistent von Georg Christoph Eimmart an dessen Sternwarte in Nürnberg inne. Im April 1704 begann Wagner an der Universität Jena ein Studium. Von 1706 bis 1709 war er an der Privatsternwarte des Barons Bernhard Friedrich von Krosigk in Berlin angestellt; in den anschließenden Jahren folgten verschiedene Stellen in Russland und Schlesien. Von 1711 bis 1712 oder 1713 war er Professor an einer Ritterakademie.
1716 wurde Wagner Observator und Mitglied der Preußischen Akademie der Wissenschaften. Ab 1720 war er Professor für Mathematik am Gymnasium in Hildburghausen bis zu dessen Schließung 1727. Am 16. Dezember 1722 wurde in Hildburghausen sein Sohn Johann Friedrich Wilhelm Wagner geboren. Im Jahr 1730 wurde Wagner Professor für Architektur an der Akademie der Künste in Berlin, und 1735 Bibliothekar der Akademie der Wissenschaften. 1740 wurde er nach dem Tod von Christfried Kirch dessen Nachfolger als Direktor der Berliner Sternwarte – ein Amt, das er bis zu seinem Lebensende innehatte. Die Kalenderrechnung am Observatorium nahm ihn sehr in Anspruch, so dass er für die Erteilung des Unterrichts an der Akademie der Künste zeitweise von seinem Sohn vertreten wurde. Wagner starb unverheiratet im Dezember 1745 an einem Schlaganfall.

## Werke
- Observationes Occultationum, Im- et Emersionum Satellitum Jovis in Observatorio Krosikiano Berolini factae; praesente interdum et observante Joh. Henr. Hofmanno, olim Astronomo (1734). In: Miscellanea Berolinensia ad incrementum scientiarum Band IV (1734); S. 774-75. Rüdiger, Berlin 1834. (Digitalisat)